# Хидаят Нур Вахид
Хидаят Нур Вахид (индон. Hidayat Nur Wahid; род. 8 апреля 1960, Клатен) — индонезийский политический деятель. Председатель Народного консультативного конгресса Индонезии (2004—2009). Председатель Партии справедливости и благоденствия (2000—2004).